# الاتحاد العربي لكرة القدم المصغرة
الاتحاد العربي لكرة القدم المصغرة (بالإنجليزية: Arab Minifootball Federation أو إختصاراً AMF)‏ هو المؤسسة الرسمية التي تشرف على الاتحادات العربية لكرة القدم المصغرة، وترعى العديد من المباريات والمسابقات الودية والرسمية بين الدول الأعضاء، والأندية التابعة لإتحادات الدول الأعضاء.
تتكون المنظمة من 2 دولة عربية، جميعها أعضاء رسميون في جامعة الدول العربية.

## التأسيس
تأسس الاتحاد العربي لكرة القدم المصغرة في عام 2017 في بيروت ، لبنان.
في 20 مايو 2017 ، بدعوة من أشرف بن صالحة نائب رئيس الاتحاد الدولي انعقدت الجمعية العمومية التأسيسية في بيروت ، لبنان ، بحضور وفود من خمس دول هي لبنان وتونس وليبيا والعراق والصومال.
أختير اللبناني أحمد دنش رئيساً للإتحاد العربي لكرة القدم المصغرة،أشرف بن صالحة رئيس شرفيا نظرا لمجهوده لتأسيس هذا الاتحاد ، والليبي حسين طويلب نائباً، وعضوية كلاً من اللبناني محمود الناظور، اللبناني بلال يزبك، التونسي معز بن سالم، الصومالي عبادي أحمد، وإختيار التونسي يوسف البيولي أميناً عاماً.
في عام 2021 ، تم نقل مقر الاتحاد العربي لكرة القدم المصغرة إلى مقره الحالي في القاهرة ، مصر وتم إنتخاب المصري أحمد سمير سليمان رئيساً للإتحاد.

## الرؤساء
- 2017 - 2021 :  أحمد دنش
- 2021 - الآن :  أحمد سمير سليمان

## الأعضاء

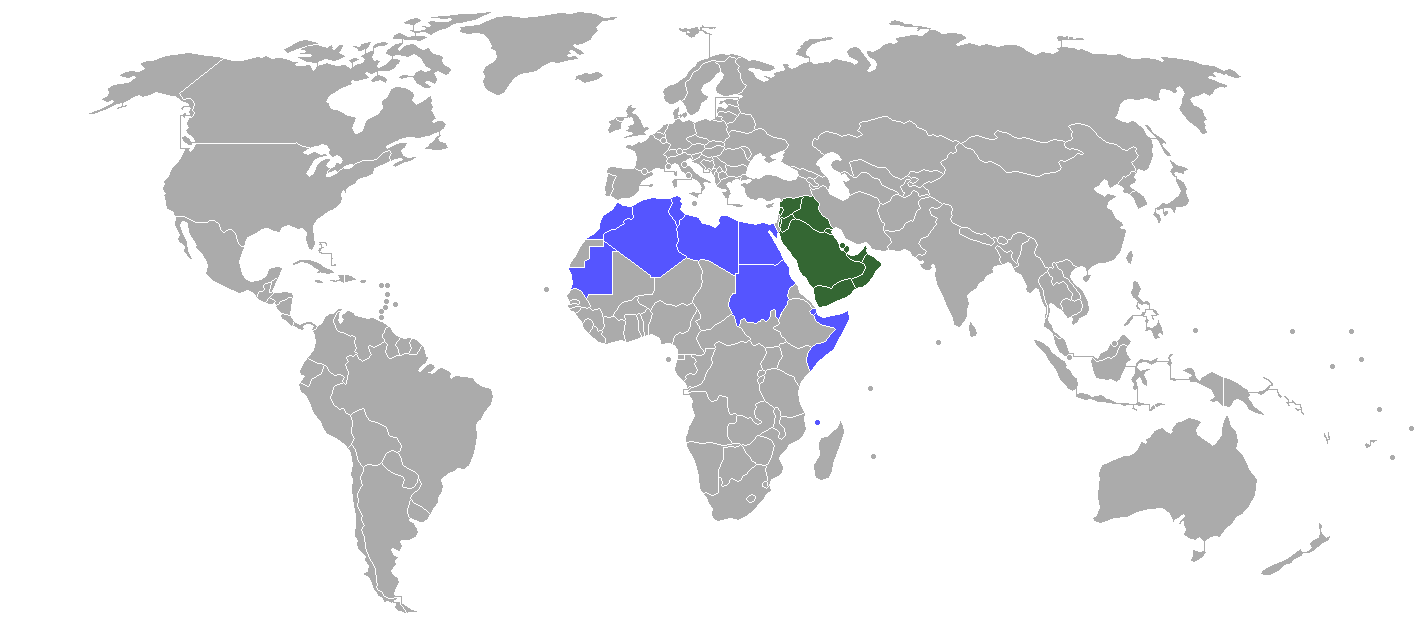
أعضاء الاتحاد العربي لكرة القدم المصغرة

3 دول فقط من أعضاء الاتحاد العربي لكرة القدم المصغرة من الاتحاد الآسيوي لكرة القدم المصغرة والاتحاد الأفريقي لكرة القدم المصغرة وكذلك أعضاء الاتحاد الدولي لكرة القدم المصغرة.
|  |  |  |

## المنافسات
في 25 ديسمبر 2019 ، أصدرت وزارة الشباب والرياضة المصرية قرارًا بتنظيم أول بطولة عربية لكرة القدم المصغرة في 2020.
حدد الاتحاد العربي لكرة القدم المصغرة موعد انطلاق بطولة كأس البطولة العربية للكرة المصغرة في 28 فبراير 2020 ، وأختير ستاد القاهرة الدولي لكرة القدم المصغرة في القاهرة ، مصر ، لاستضافة مباريات البطولة.
وقد أسفرت قرعة البطولة عربية لكرة القدم المصغرة والتي تم تقسيمها على مجموعتين ، المجموعة الأولى تكونت من مصر والجزائر والصومال ولبنان ، بينما تكونت المجموعة الثانية من تونس وجيبوتي والسعودية والعراق ، كما تم إختيار تمثال أبو الهول ليكون تميمة للبطولة.
وبالرغم من ذلك، تم تأجيل موعد إنطلاق أول بطولة عربية لكرة القدم المصغرة إلى موعد آخر بسبب تفشي وباء كورونا كوفيد 19.

## مشاركات المنتخبات والأندية الدولية
المختصرات
| - — فرق الاتحاد الأفريقي لكرة القدم المصغرة - — فرق الاتحاد الآسيوي لكرة القدم المصغرة | - الأول — البطل - الثاني — الوصيف - الثالث — المركز الثالث - الرابع — المركز الرابع - ر.ن — الدور ربع النهائي (خرج من دور الـ 8) - ث.ن — الدور ثمن النهائي (خرج من دور الـ 16) - ت — الدور الأول (خرج من دور المجموعات) | - م — مؤهل للبطولة القادمة - •• — مؤهل لكنه إنسحب - • — غير مؤهل - × — لم يشارك / إنسحب / محظور / لم يتم قبول مشاركته من قبل الاتحاد الدولي لكرة القدم المصغرة - — مستضيف - — لم ينضم إلى الاتحاد الدولي لكرة القدم المصغرة |  |

### كأس العالم لكرة القدم المصغرة
| الفريق   | 2015 (12) | 2017 (24)         | 2019 (32)     | 2021 (32) | الإجمالي |
| مصر      |           |                   |               | م         | 0        |
| العراق   |           | ت المركز 20       | ت المركز 18   |           | 2        |
| السعودية |           |                   | ث.ن المركز 16 |           | 1        |
| ليبيا    |           | ث.ن المركز 14     | ••            | م         | 1        |
| لبنان    |           | ت المركز 19       | ت المركز 17   |           | 2        |
| الصومال  |           | ت المركز 22       | ت المركز 29   | •         | 2        |
| تونس     |           | ر.ن المركز الخامس | ث.ن المركز 15 | •         | 2        |
| الإجمالي | 0         | 5                 | 5             | 0         | 10       |

### كأس القارات لكرة القدم المصغرة
| الفريق   | 2019 (8)   | 2021 (8) | الإجمالي |
| مصر      |            | م        | 0        |
| العراق   | ت المركز 8 |          | 1        |
| تونس     | الثاني     | •        | 1        |
| الإجمالي | 2          | 0        | 2        |

### كأس العالم لكرة القدم المصغرة تحت 21 سنة
| الفريق   | 2018 (16)   | الإجمالي |
| العراق   | ت المركز 16 | 1        |
| تونس     | ت المركز 9  | 1        |
| الإجمالي | 2           | 2        |

### كأس الأمم الإفريقية لكرة القدم المصغرة
| الفريق   | 2018 (8)   | 2021 (9)   | الإجمالي |
| مصر      |            | الأول      | 1        |
| ليبيا    | الرابع     | الثاني     | 2        |
| تونس     | الثالث     | ••         | 1        |
| الصومال  | ت المركز 7 | ت المركز 9 | 2        |
| الإجمالي | 3          | 3          | 6        |

### دوري أبطال إفريقيا لكرة القدم المصغرة
| الفريق           | 2019 (8) | الإجمالي |
| نادي الجهاد      | ت        | 1        |
| نادي التحدي      | الأول    | 1        |
| نادي الهبيرة     | ت        | 1        |
| نادي ترونجة      | الثاني   | 1        |
| نادي شبيبة بجاية | الثالث   | 1        |
| نادي S.D.V.K     | ت        | 1        |
| نادي الحمامات    | الرابع   | 1        |
| الإجمالي         | 7        | 7        |

## روابط خارجية
- الموقع الرسمي للإتحاد الدولي لكرة القدم المصغرة.